# مختصر ثلاثي
المختصر الثلاثي (D/E/F: DBA/TLA/STL) هو الألفاظ المختصرة المركبة من ثلاثة حروف.
| نوع الاختصار | مثال عليه | لفظه       |
| ------------ | --------- | ---------- |
| مختصر ثلاثي  | Mrs       | ‎/mɪs.ɪz/‏   |
| أوائلي ثلاثي | MRS       | ‎/ɛm.ɑɹ.ɛs/‏ |
| تاجي ثلاثي   | MARS      | ‎/mɑrz/‏     |